# قصر الفنون الجميلة (مدينة مكسيكو)

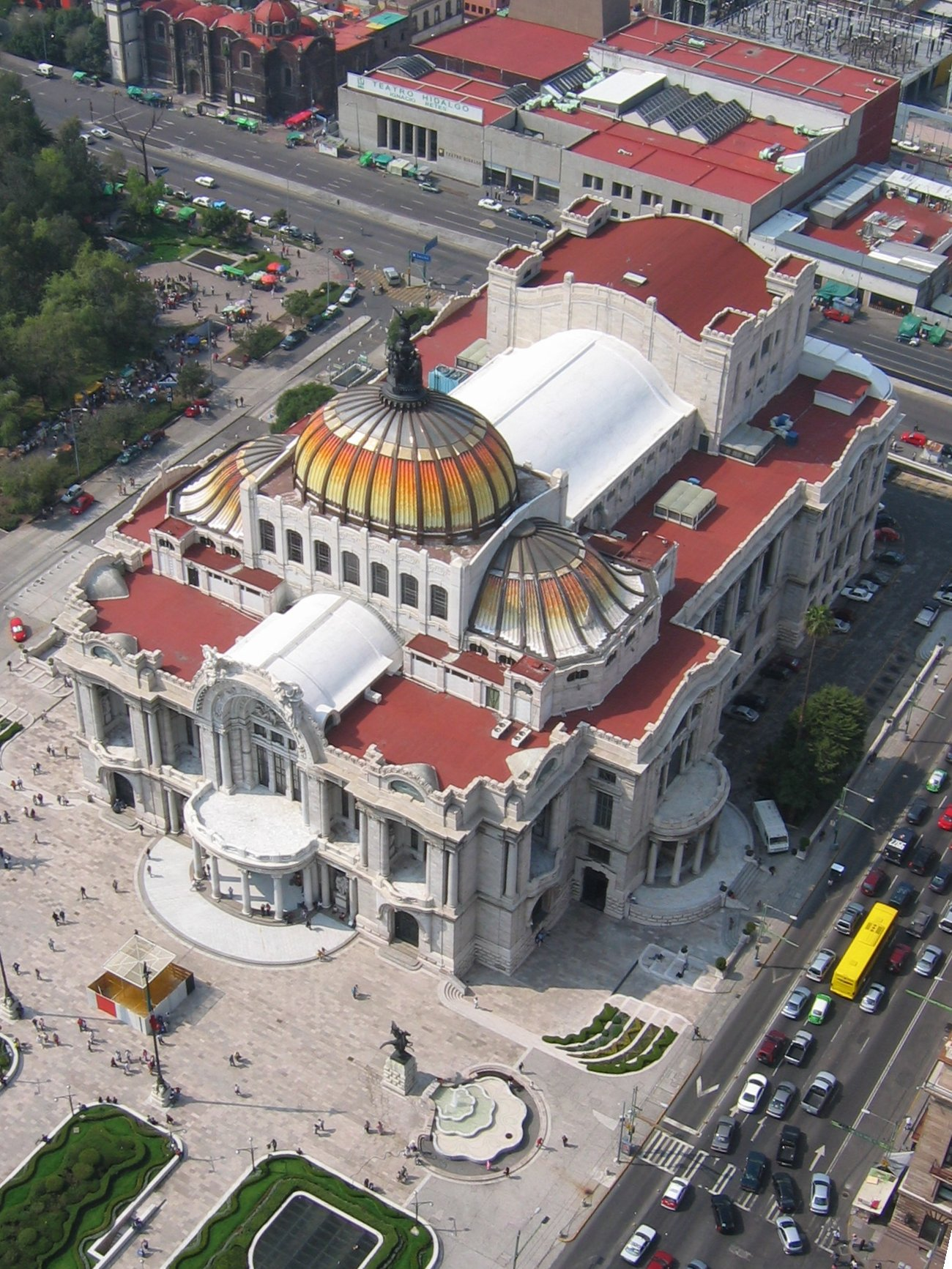
صورة للقصر من برج "توري لاتينوأمريكانا".

بالاسيو دي بياس أرتيس (بالإسبانية: Palacio de Bellas Artes) أو قصر الفنون الجميلة في مكسيكو سيتي وهو دار الأوبرا الرئيسية في المدينة.
تم البدء في إنشاءات البناء في الأول من أكتوبر 1904 وبتصميم المهندس المعماري الإيطالي آدامو بواري الذي صمم كذلك قصر مكسيكو سيتي البريدي، مستخدما تقنيات بناء كانت مستخدمة في بناء المسارح الأوروبية. تم تدشين القصر في العام 1934.

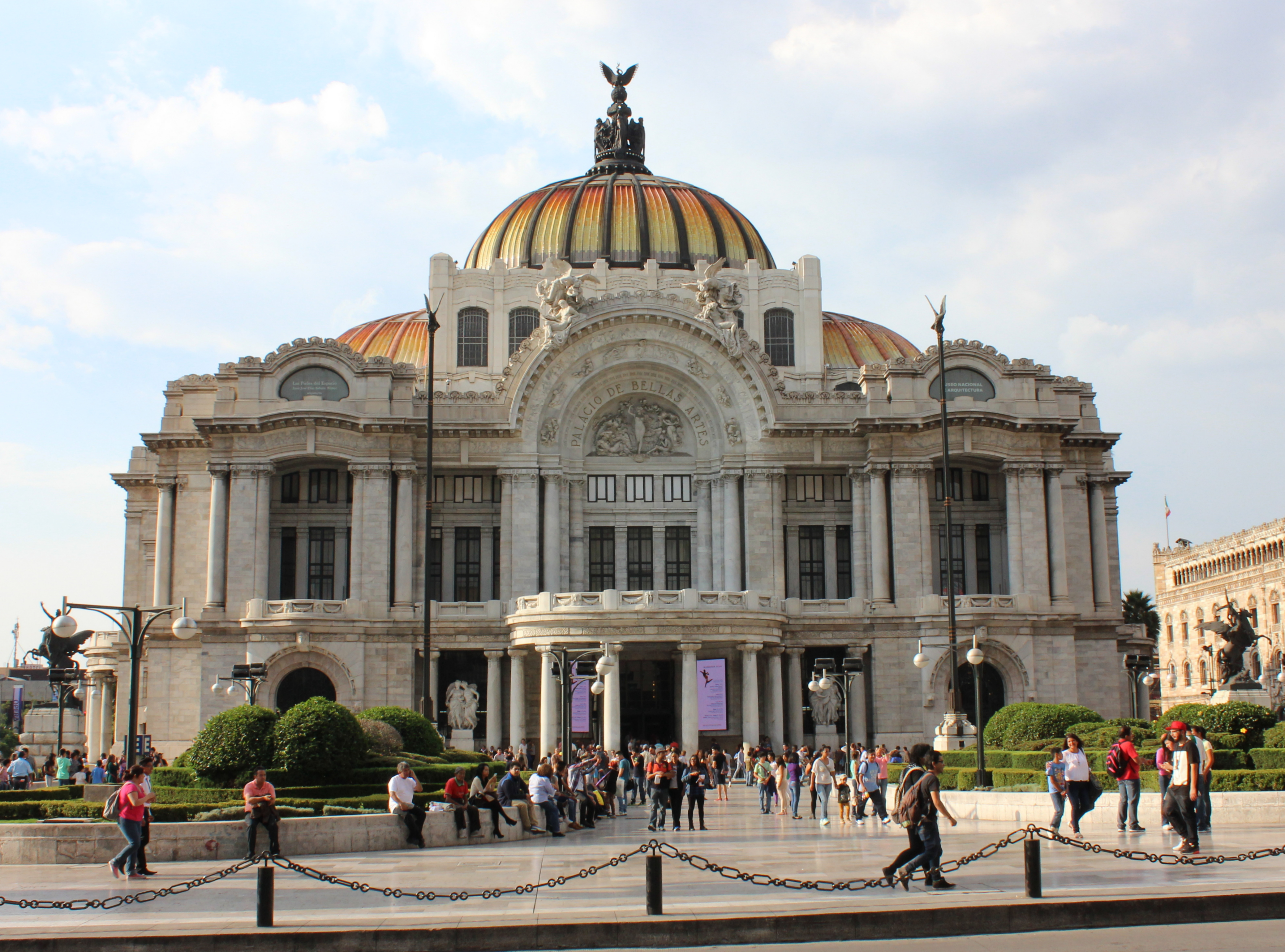
واجهة قصر الفنون الجميلة بمدينة المكسيك.

القصر يضم متحفين الأول هو متحف قصر الفنون الجميلة «موزيز ديل بالاسيو دي بياس آرتيس» والثاني هو متحف العمارة «موزيو ديل أركتاتورا». وتقع إلى جانب الدار محطة مترو بلاس أرتس إحدى محطات مترو مكسيكو سيتي.
يستخدم المسرح لأداء العروض الموسيقية وعروض الأوبرا والرقص، كما تعتبر الدار المقر الرئيسي لأوركسترا ميكسيكو السيمفوني.
تم استخدام المسرح كمقر لمراسم الدفن الخاصة بالفنانة المكسيكية فريدا كاهلو.

## وصلات خارجية
- الموقع الرسمي